# Черепаха траванкорська
Черепаха траванкорська (Indotestudo travancorica) — вид черепах з роду Індійські сухопутні черепахи родини Суходільні черепахи. Назва походить від області Траванкор у штаті Керала (Індія).

## Опис
Загальна довжина карапаксу 27—35,5 см. Спостерігається статевий диморфізм: самці більші за самиць. Голова масивна, товста. Верхня щелепа витягнута з гачком. Панцир невисокий, овальний, з рівним краєм. Карапакс витягнутий. Кінцівки лускаті. Задня частина карапаксу ширша за передню. Пластрон досить великий. Хвіст з численними маленькими шипиками.
Голова жовто-коричневого кольору. Під час парування морда стає яскраво-рожевою. Карапакс оливкового або коричневого кольору. На кожному куті щитка присутня чорна плямочка. Пластрон має коричневе забарвлення. Кінцівки жовті.

## Спосіб життя
Полюбляє дощові гірські ліси з помірною вологістю, скелясті місцини. Зустрічаються на висоті до 1000 м над рівнем моря. Харчується листям, квітами, плодами, пагонами бамбука, грибами, зрідка комахами та жабами.
Сезон парування розтягнутий з листопада по січень. У шлюбний сезон черепахи змінюють забарвлення. Самиця відкладає від 1 до 7 яєць. Інкубаційний період триває 146–149 днів.

## Розповсюдження
Мешкає в індійських штатах Карнатака, Керала.